# Žiletky
Žiletky je česko-francouzský hraný film z roku 1994 natočený režisérem Zdeňkem Tycem.

## Děj
Mladý muž (Filip Topol) je neschopen naplněné lásky k dívce svých snů. Pomalu se stává alkoholikem. Když jej během vojenské služby dívka opustí, vyleze v depresi na vysoký tovární komín, kde přes třeskutou zimu vydrží celou noc, a odmítá se vrátit do života. Poté jde na léčení.

## Obsazení
| Filip Topol       | Andrej Chadima |
| Markéta Hrubešová | Kristýna       |
| Iva Janžurová     | Chadimová      |
| Tomáš Hanák       | Míra           |